# Pontederia

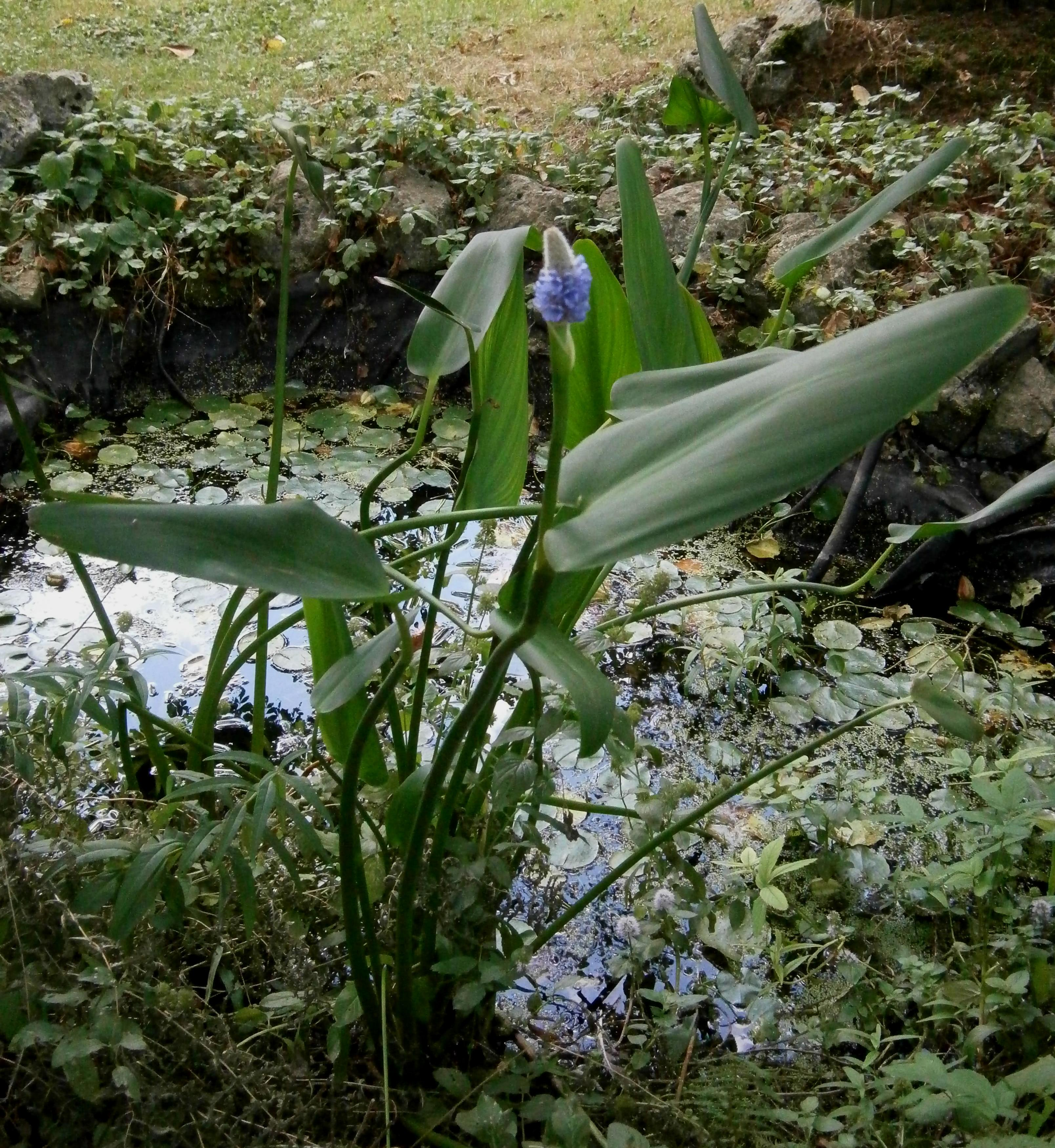
Pontederia sagittata

Pontederia (Pontederia) – rodzaj roślin wodnych z rodziny rozpławowatych (Pontederiaceae). W tradycyjnym ujęciu obejmował 6 gatunków występujących na kontynentach amerykańskich. W 2018 roku został rozszerzony o włączone tu gatunki wcześniej wyodrębniane jako rodzaje Eichhornia i Monochoria.

## Morfologia
PokrójRośliny zielne roczne lub wieloletnie, korzeniące się w dnie zbiorników lub na ich brzegach. Pędy wegetatywne zanurzone lub rosną ku powierzchni wody, też kłączowe.
LiścieLiście wyrastają w różyczce liściowej, ogonkowe, unoszą się na powierzchni wody lub są wzniesione ponad nią. Blaszka liściowa sercowata lub nerkowata z tępym lub zaostrzonym wierzchołkiem.
KwiatyZebrane w wydłużający się podczas kwitnienia kłosowaty kwiatostan liczący do 50 lub nawet więcej kwiatów. Okwiat barwny – blado fioletowy, niebieski lub biały, lejkowaty. Pręcików 6 w dwóch okółkach różniących się długością. Nitki czerwone, omszone i gruczołowate, pylniki żółte, owalne. Zalążnia początkowo trójkomorowa, podczas owocowania z dojrzewającą tylko jedną komorą i z jednym zalążkiem.
OwoceTorebki z pojedynczym nasieniem z krawędziami na brzegach kolczastymi, ząbkowanymi lub gładkimi.

## Systematyka
Wykaz gatunków (taksony akceptowane według The Plant List)
- Pontederia cordata L.
- Pontederia parviflora Alexander
- Pontederia rotundifolia L.f.
- Pontederia sagittata C.Presl
- Pontederia subovata (Seub.) Lowden
- Pontederia triflora (Seub.) G.Agostini, D.Velázquez & J.Velásquez